# Kabir Khan
Pour les articles homonymes, voir Khan (homonymie).
Kabir Khan, né en 1971 à Hyderabad (alors dans l'Andhra Pradesh), est un réalisateur, scénariste et directeur de la photographie indien.

## Biographie
Kabir Khan commence sa carrière par la réalisation de films documentaires. En 2006, Kabul Express est son premier long métrage, suivi par New York (2009), Ek Tha Tiger (2012), Bajrangi Bhaijaan (2015) et Phantom (2015).  Sa plus grande réussite reste Bajrangi Bhaijaan, qui est le deuxième plus grand succès d'un film indien à l'échelle mondiale.

## Filmographie partielle

### Comme réalisateur

#### Au cinéma
- 1999 : The Forgotten Army (documentaire)
- 2001 : Muniya (court métrage)
- 2006 : Kabul Express
- 2009 : New York
- 2012 : Ek Tha Tiger
- 2015 : Bajrangi Bhaijaan
- 2015 : Phantom
- 2017 : Tubelight
- 2020 : The Forgotten Army (Séries TV)
- 2021 : 83